# Колін Джексон
Колін Джексон  (англ. Colin Jackson; нар. 18 лютого 1967) — британський легкоатлет, олімпійський медаліст.

## Виступи на Олімпіадах
| Олімпіада      | Дисципліна                    | Місце |
| -------------- | ----------------------------- | ----- |
| Сеул 1988      | біг на 110 метрів з бар'єрами | 2     |
| Барселона 1992 | біг на 110 метрів з бар'єрами | 7     |
| Атланта 1996   | біг на 110 метрів з бар'єрами | 4     |
| Сідней 2000    | біг на 110 метрів з бар'єрами | 5     |